# Sipura
Sipura (dawniej Sipora, indonez. Pulau Sipura) – wyspa w Indonezji na Oceanie Indyjskim w archipelagu Mentawai. Na północy cieśnina Bungalaut oddziela ją od wyspy Siberut, na południu cieśnina Sipura od Północnej Pagai.
Powierzchnia 601,0 km²; długość linii brzegowej 154,4 km; porośnięta lasem równikowym; powierzchnia nizinna, najwyższe wzniesienie 285 m n.p.m.
Uprawa palmy kokosowej, trzciny cukrowej, sagowca, tytoniu; hodowla trzody chlewnej; rybołówstwo.
Administracyjnie należy do prowincji Sumatra Zachodnia; główne miasto Tuapejat.